# Schayera baiulus
Schayera baiulus is een rechtvleugelig insect uit de familie veldsprinkhanen (Acrididae). De wetenschappelijke naam van deze soort is voor het eerst geldig gepubliceerd in 1842 door Erichson.
1. ↑  (en) Schayera baiulus op de IUCN Red List of Threatened Species.